# Грейстоук: Легенда о Тарзане, повелителе обезьян
«Грейстоук: Легенда о Тарзане, повелителе обезьян» (англ. Greystoke: The Legend of Tarzan, Lord of the Apes) — кинофильм. Одна из самых последних экранизаций первой книги Эдгара Райса Берроуза о Тарзане с Кристофером Ламбертом в главной роли.

## Сюжет
Свободная экранизация романа Эдгара Райса Берроуза. Шотландия, 1886 год. Старый граф Грейсток помогает уехать в Африку своему сыну Джону Клейтону с женой Алисой. Романтическое путешествие молодой пары обернулось трагедией: они потерпели кораблекрушение на западном побережье Африки и пытаются выжить в ожидании помощи, построив жильё своими руками. Алиса умирает после рождения сына, Джон почти сразу же после жены стал жертвой свирепых обезьян, а ребёнок был чудесным образом спасен самкой обезьяны. Сын Клейтона — Джон не только приспосабливается к среде обитания и образу жизни обезьян, крепнет и мужает, но и становится их властелином. На двадцатом году жизни среди обезьян он спасает раненного пигмеем бельгийского учёного Филиппа д’Арно, который был главой научной экспедиции Британского музея. Филипп д’Арно обнаруживает убежище Клейтонов и документы благородного дикаря, своего спасителя. Он делает все, что может, чтобы привести Джона обратно в родовой замок в Шотландии, к его деду. Но в изысканной и надменной английской цивилизации времен Эдуарда VII с её сложным и ледяным кодексом поведения Джону, графу Грейстоку, многое не нравится, особенно то, что обезьян содержат в неволе и проводят над ними опыты. Потеряв двух близких ему существ, деда и своего приёмного отца — шимпанзе, молодой Грейсток с женой Джейн возвращается назад в джунгли Африки.

## В ролях
- Кристофер Ламберт — Джон Клейтон / Тарзан
- Ральф Ричардсон — шестой граф Грейсток
- Иен Холм — Филипп д’Арно
- Энди Макдауэлл — Джейн Портер (озвучивает Гленн Клоуз)
- Джеймс Фокс — лорд Чарльз Эскер
- Дэвид Суше — Буллер

## Саундтрек
Greystoke: The Legend of Tarzan, Lord of the Apes 

Year Released: 1997 Contains Music by John Scott 

Track Listing
1. Overture 1:40
2. The Family 2:50
3. Greystoke 3:28
4. Catastrophe 2:55
5. Child Of The Apes 2:28
6. Pygmy Attack 1:13
7. DArnots Vision 1:28
8. Tarzan, Lord Of The Apes 2:14
9. Tarzan Leaves The Jungle 1:30
10. Edge Of The World 2:07
11. Gardens Of Greystoke 0:54
12. The Weight Of Greystoke 2:50
13. The Dancing Lesson 1:05
14. Dance Of Death 3:07
15. Half Of Me Is Wild 1:05
16. Return To The Jungle 3:04
17. Closing Credits 3:01
18. Suite From Greystoke 8:52
19. Main Title (from Winter People) 2:38
20. Waylands Prize 3:07
21. Return Of Jonathan 3:21
22. Lionheart 5:08
23. King Kong Lives 1:15
24. A Study In Terror 3:03
25. The Whistle Blower 2:45
26. The Final Countdown 4:23
27. Search For The Golden Warrior 1:36

Total Album Time: 73:07

## Интересные факты
- В кастинге на роль Тарзана участвовало 400 претендентов. Режиссёр выбрал молодого неизвестного французского актера Кристофа Ламбера, внешний вид которого сочетал в себе черты свободолюбивого дикаря Тарзана и врождённый аристократизм графа Грейстока. Хадсон поставил перед актером жёсткие условия — за полгода накачать мышцы, научиться лазать по лианам и избавиться от французского акцента.[3]
- Так как это была первая английская роль Кристофа Ламбера, он взял себе псевдоним для англоязычных стран — Кристофер Ламберт.
- Часть африканских сцен были сняты в национальном парке Коруп на юго-западе Камеруна среди пышных тропических лесов. Изящный двухструйный водопад Эком, перепад высот которого достигает 100 метров, присутствует во многих кадрах фильма, в том числе и в финале.[4]
- Для показа роскошного убранства фамильного замка Грейсток были сняты следующие английские достопримечательности. Внешний вид особняка — замок Флорс Келсо в Шотландии. Сцены внутри — особняк Хатфилд в Хартфордшире.
- Джон Клейтон (имя Тарзан ни разу не упоминается в фильме), открывает «Грейсток экспозицию» в лондонском музее естественной истории, в главном зале динозавров.
- В республике Мадагаскар в 1999 году была выпущена почтовая марка «Кристоф Ламбер», где французский актёр запечатлен в образе Тарзана из фильма «Грейсток: Легенда о Тарзане, повелителе обезьян».[5]

## Награды
- Это был последний фильм Ральфа Ричардсона. Он посмертно был номинирован на «Оскар» за лучшую мужскую роль второго плана в 1985 году. Фильм посвящён ему.
- Кандидатуры победителей и номинантов: «Оскар» за лучший макияж (Рик Бэйкер и Пол Энгелен) и лучший адаптированный сценарий (Роберт Таун и Майкл Остин).
- Премия «Академии научной фантастики, фэнтези и ужасов» в 1985: «лучший фильм и костюмы» (Джон Молло).
- Награды «BAFTA 1985»: «лучшая операторская работа», «лучший дизайн», «лучший звук» и «лучшую мужскую роль» (Иэн Холм и Ральф Ричардсон).
- «Caesars 1985»: «лучший иностранный фильм».
- Премия «Британского общества кинематографистов» в 1984: «лучшая операторская работа».
- Премия «Гильдии писателей Америки»: «лучшая адаптация сценария».